# Поупџој (Ајова)
Поупџој (енгл. Popejoy) град је у америчкој савезној држави Ајова. По попису становништва из 2010. у њему је живело 79 становника.

## Демографија
Према попису становништва из 2010. у граду је живело 79 становника, што је 1 (1,3%) становника више него 2000. године.
| Група             | 2000.      | 2010.      |
| Белци             | 75 (96,2%) | 78 (98,7%) |
| Афроамериканци    | 0 (0,0%)   | 0 (0,0%)   |
| Азијати           | 0 (0,0%)   | 0 (0,0%)   |
| Хиспаноамериканци | 0 (0,0%)   | 0 (0,0%)   |
| Укупно            | 78         | 79         |